# سينثيا كوفمان (متزلجة فنية)
سينثيا كوفمان (بالإنجليزية: Cynthia Kauffman)‏ هي متزلجة فنية أمريكية، ولدت في 23 أغسطس 1948 في سياتل في الولايات المتحدة.

## وصلات خارجية
- سينثيا كوفمان على موقع اللجنة الأولمبية الدولية (الإنجليزية)
- سينثيا كوفمان على موقع أوليمبيديا (الإنجليزية)